# Аудовера
Аудовера (535—580) је била франачка краљица и прва жена Хилдерика I, краља Неустрије. Са Аудовером, Хилперих је имао четворо деце:
- Теудеберт, погинуо у рату 575. године
- Меровех, оженио се удовицом Брунхилдом, сестром друге Хилперихове жене коју су он и његова љубавница а касније и трећа жена, Фредегунда, отровали. Убијен је 577. године.
- Хлодовех, кога је 580. године убила Фредегунда. Био је поткраљ Тура.
- Басина, вођа побуне у опатији Поатје.

Када се Зигеберт I оженио визиготском принцезом Брунхилдом, његов брат Хилдерика Хилдерик I, саксонски (неустријски) краљ, издејствовао је поништење брака са својом првом женом, Аудовером, послао је изасланике на визиготски двор и запросио Брунхилдину сестру, Галсвинту. Галсвинта, међутим, није била дугог века. Након годину дана брака, нађена је задављена, по наредби Хилпериха и Фредегунде.